# Clibanarius englaucus
Clibanarius englaucus is een tienpotigensoort uit de familie van de Diogenidae. De wetenschappelijke naam van de soort is voor het eerst geldig gepubliceerd in 1972 door Ball & Haig.